# Marco Milesi
Marco Milesi (Osio Sotto, 30 gennaio 1970) è un dirigente sportivo ed ex ciclista su strada italiano, professionista dal 1994 al 2006 e dopo il ritiro direttore sportivo di team UCI maschili.

## Carriera
Attivo tra i dilettanti dal 1989 al 1993 con le formazioni bresciane e bergamasche Diana Calzature-Colnago, G.S. Domus 87 e Cosmos Bresciacalze, vinse tra le altre il Gran Premio Capodarco nel 1992, due tappe alla Vuelta Ciclista a Costa Rica e due alla Vuelta a Chile, piazzandosi inoltre secondo nella classifica generale del Giro d'Italia dilettanti 1993, battuto da Gilberto Simoni.
Passato professionista nel 1994 con la Brescialat, si distinse come buon passista, ricoprendo perlopiù compiti di gregariato. L'unica sua vittoria risale al 1998, anno in cui vinse la seconda tappa della Euskal Bizikleta. Tra i principali piazzamenti si segnalano un terzo posto nella Tre Giorni di La Panne del 1997 e nel Tour de Picardie del 1999, ma anche un quinto nella Clásica de Almería 2005 ed un decimo alla Parigi-Roubaix 1996.
Dopo il ritiro è diventato direttore sportivo di squadre maschili. Dal 2012 al 2017 è stato direttore sportivo del team trevigiano Unieuro Trevigiani-Hemus 1896 (già Trevigiani e Mg.K Vis), mentre dal 2018 dirige la formazione bresciana Biesse.

## Palmarès
- 1988 (Juniores)

3ª tappa Tre Giorni Bresciana Juniors
Classifica generale Tre Giorni Bresciana Juniors
- 1990 (Dilettanti)

9ª tappa, 1ª semitappa Vuelta Ciclista a Costa Rica (Cañas > Bagaces)
9ª tappa, 2ª semitappa Vuelta Ciclista a Costa Rica (Liberia > Nicoya)
- 1991 (Dilettanti)

8ª tappa, 2ª semitappa Vuelta a Chile (Linares > Curicó)
- 1992 (Dilettanti)

Gran Premio Sportivi Persignanesi
Gran Premio Capodarco
3ª tappa Vuelta a Chile (San Antonio > Los Maitenes)
- 1993 (Dilettanti)

Circuito di Tuoro
- 1998 (Brescialat, una vittoria)

2ª tappa Euskal Bizikleta (Mendaro > Biasteri)

### Altri successi
- 1997 (Brescialat)

Classifica a punti Driedaagse De Panne-Koksijde

## Piazzamenti

### Grandi Giri
- Giro d'Italia

1996: 88º
1997: ritirato (6ª tappa)
2000: 117º
2005: 124º
- Tour de France

1995: 85º
2001: ritirato (12ª tappa)
2003: non partito (15ª tappa)
- Vuelta a España

1994: ritirato (19ª tappa)
1997: 79°
1998: ritirato (8ª tappa)
1999: ritirato (12ª tappa)
2004: 109º

### Classiche monumento
- Milano-Sanremo

1998: 117º
1999: 82º
2000: 69º
2001: 139º
2002: 80º
2003: 92º
2004: 104º
2005: ritirato
- Giro delle Fiandre

1994: 99°
1996: 40°
2000: 16°
2001: 49°
2002: 64°
2003: 54°
2006: 81°
- Parigi-Roubaix

1996: 10º
1997: 42º
1998: ritirato
1999: 63º
2000: 18º
2001: 34º
2002: 22º
2003: ritirato
2006: 34º
- Liegi-Bastogne-Liegi

1998: ritirato
2000: ritirato
2004: ritirato
- Giro di Lombardia

1997: ritirato
2000: ritirato